# Zhang Enhua
Zhang Enhua (張恩華T, 张恩华S, Zhāng ĒnhuáP; Dalian, 28 aprile 1973 – Shenzhen, 29 aprile 2021) è stato un calciatore cinese, di ruolo difensore.
È noto soprattutto per aver vinto numerosi campionati con il Dalian Wanda, oltre che ad essere stato convocato per i Mondiali Fifa 2002.

## Palmarès
Dalian Wanda
- Campionato Jia-A cinese: 1994, 1996, 1997, 1998, 2000, 2001, 2002.